# برايان تومسون (لاعب كرة قدم)
برايان تومسون (بالإنجليزية: Brian Thompson)‏ (9 فبراير 1950 في المملكة المتحدة - ) هو لاعب كرة قدم بريطاني في مركز الوسط. لعب مع أكسفورد يونايتد ونادي توركي يونايتد ووولفرهامبتون واندررز ونادي تشيلمسفورد.